# Garrett Gomez
Garrett Gomez, född 1 januari 1972 i Tucson i Arizona, död 14 december 2016 nära Tucson i Arizona, var en amerikansk jockey som vann två Eclipse Awards och tretton Breeders' Cup-löp under sin karriär. Gomez valdes postumt in i National Museum of Racing and Hall of Fame 2017.

## Karriär
Gomez lärde sig att rida genom att titta på sin far, Louie, som var jockey på många banor i sydvästra USA. Gomez hoppade av skolan för att börja sin karriär som jockey och började rida på Santa Fe Downs i New Mexico i september 1988, och tog sin första seger tillsammans med Furlong Circle. Efter en period på California Fair Circuit flyttade Gomez till mellanvästern och red på Ak-Sar-Ben och Fonner Park i Nebraska. Gomez var den näst bästa lärlingsryttaren 1989, med 182 segrar.
Gomez karriär började ta fart i mitten av 1990-talet, då han bland annat segrade i Arkansas Derby (1994 med Concern och 1995 med Dazzling Falls). Två år tog han titeln "Mid-America Triple" på Arlington Park genom att vinna American Derby, Arlington Classic, och hans första grupp 1-löp, Secretariat Stakes, alla tillsammans med Honor Glide.
Gomez hade missbruksproblem och satt i fängelse 2003. Han red igen löp 2004. 2005 red han Borrego, som gav honom hans första seger i Jockey Club Gold Cup och hans tredje seger i Pacific Classic Stakes. Samma år segrade Gomez i två Breeders' Cup-löp, Breeders' Cup Juvenile med Stevie Wonderboy och Breeders' Cup Mile med Artie Schiller. Gomez blev jockeychampion på Hollywood Park under vår-sommarmeetet. Gomez började 2013 med att segra i Las Virgenes och Santa Anita Oaks. Han fick dock ett återfall i alkoholism på sommaren och missade flera större löp. tid från sadeln som ett resultat. Han återvände senare under året på Del Mar och gjorde även framträdanden i Belmont och Woodbine, men han lämnade sedan igen under höstmötet på Keeneland.
Den 8 juni 2015 meddelade Gomez att han skulle pensionera sig som jockey.

### Död
2013 ansökte Gomezs fru, Pamela Gomez, om skilsmässa från Garrett. Skilsmässan blev dock inte klar då Garrett Gomez hittades död 2016 av en överdos på sitt hotellrum på Casino Del Sol Hotel i Tucson, Arizona.